# Stari Grad
Stari Grad (ča nyelvjárásban Stori Grod, Paiz, olaszul Cittàvecchia) város és község (járás) Horvátországban, Hvar szigetén. A város a (mai nevén) Hvar-Brač-Visi egyházmegye első püspöki székvárosa volt.

## A község (járás) települései
Közigazgatásilag Stari Grad városán kívül Dol, Rudina, Selca kod Starog Grada és Vrbanj falvak tartoznak még a községhez (járáshoz).

## Fekvése
Hvar szigetének nyugati részén, a sziget egy szárazföldbe mélyen benyúló szűk öblének, a Starogrojska-öbölnek a két partján terül el.

## Története
A mai Stari Grad területén valószínűleg már a görög letelepedés előtt illír település állt, de erre határozott bizonyítékot még nem találtak. A város írott története i. e. 385-től kezdődik, amikor az Égei-tengeri Párosz szigetéről érkezett görög telepesek a mai Stari Grad területén megalapították első kolóniájukat. Ennek szülőföldjük után a Párosz nevet adták. A kolóniát azonban nem sokkal alapítása után megtámadták a sziget illír lakosai. A görögök a mai Lezha helyén állt Lissosra menekültek, mely akkor I. Dionüsziosz szürakuszai türannosz uralma alatt állt, majd az ottani hajóhaddal tértek vissza és kivívták a győzelmet. Ez volt az első ismert tengeri csata, melyet az Adriai-tengeren vívtak. Párosz kolóniája egészen i. e. 235-ig virágzott, ekkor az illírek országának, Illíriának része lett. I. e. 229-ben az első római–illír háború során a szigetet a rómaiak foglalták el, és szövetségesüket, a korábbi illír hadvezért, Pharoszi Démétrioszt tették meg helytartónak. A szövetség azonban nem tartott sokáig, ezért i. e. 219-ben rómaiak megindították ellene a második római–illír háborút. Démétriosz a vereség után V. Philipposz makedón királyhoz menekült. A sziget Pharosz városával ezután Illyricum római tartomány része volt. A rómaiak az illír település maradványain felépítették saját erődítményüket és településüket. Ma is megtalálhatók a város területén a vaskos római falak, a lakóépületek és a templomok alapfalai. A 2. században municípiumi státuszt kapott. Az 5. században a város délkeleti részén felépült az első keresztény templom, majd a 6. században ennek a falaira építették az a kettős bazilikát, amely a mai Szent János templom közelében állt. Az ókori települést 776 körül a szlávok betörése semmisítette meg.

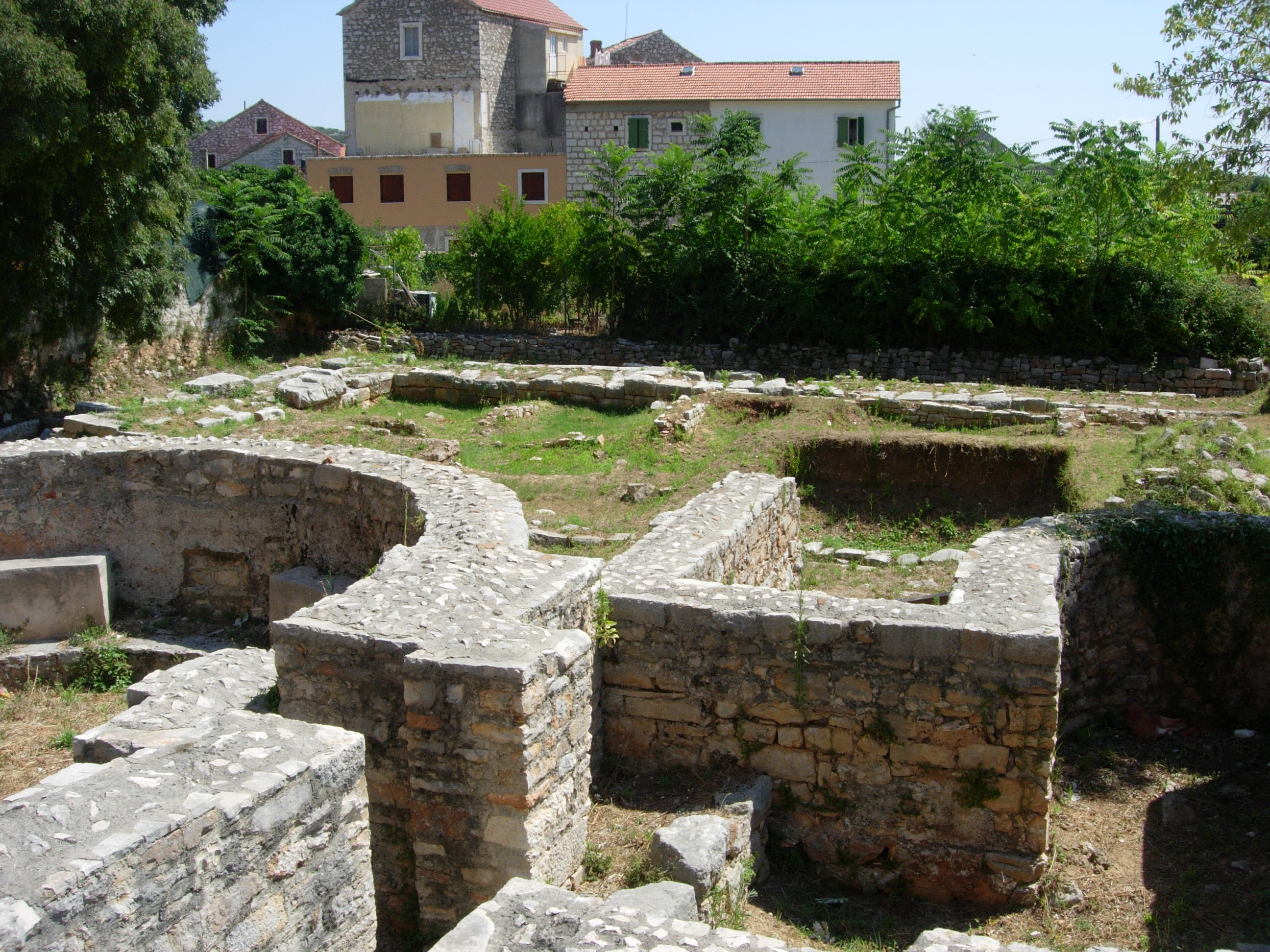
A kora középkori bazilikai alapfalai

Bíborbanszületett Konstantin császár szerint Hvar a 10. században a neretvánok kenézségének része volt. A 11. században a neretvánok területeivel együtt a középkori Horvát Királyság részét képezte. Ezután felváltva hol a horvát-magyar királyok, hol a bizánci császárok, hol a velenceiek uralma alatt volt. 1147-ben Stari Grad székhellyel megalapították a hvari püspökséget. 1180-ban I. Manuél bizánci császár halála után ismét III. Béla magyar király uralma alá került. A magyarok ütőképes hajóhad híján azonban nem tudták tartósan megvédeni államuk tengermelléki részeit. Mivel az uszkók kalózok a velenceiekkel vívott csatározásaik során lényegében megszüntették a helyi kereskedelmet a dalmát városok Velencéhez fordultak oltalomért. Követve a szomszédos városok példáját 1278 februárjában a hvariak is a velencei uralom mellett döntöttek. A velencei hatóságok ekkor a sziget fővárosát, egyúttal a püspökség székhelyét Stari Gradról Hvarra helyezték át, mely ezután kedvező fekvése miatt a köztársaság egyik legfontosabb városa lett. A 14. század közepén Hvar újra a horvát-magyar királyok uralma alá került. I. Lajos magyar király halála után azonban utódlási harcok törtek ki Luxemburgi Zsigmond, a bosnyák Tvrtko és László nápolyi király között. 1403-ban Zárában az utóbbit koronázták horvát királlyá, aki végül belátta a további háborúskodás hiábavalóságát. 1409-ben Dalmáciát egyszerűen eladta a Velencei Köztársaságnak. 1420-ig a dalmát városok egymás után ismerték el a velencei fennhatóságot.
1510-ben Matij Ivanić vezetésével felkelés tört ki a szigeten a velencei uralom ellen, mely négy évig tartott és visszavetette a sziget gazdasági és kulturális fejlődését. A felkelésnek a Bolnál összegyűjtött velencei seregek vetettek véget. A velencei uralomnak 1797-ben vége szakadt és osztrák csapatok vonultak be Dalmáciába. 1806-ban a sziget az osztrákokat legyőző franciák uralma alá került, de Napóleon lipcsei veresége után újra az osztrákoké lett. 1918-ban az új szerb-horvát-szlovén állam, majd később a Jugoszláv Királyság része lett. 1941 és 1945 között névleg a Független Horvát Állam része volt, ténylegesen azonban olasz, majd német megszállás alá került. A második világháború után a szocialista Jugoszláviához tartozott. A település 1991 óta a független Horvátország része. A délszláv háború idején 1991. november 7-én a JNA légiereje kétszer is bombázta a település melletti, főként mezőgazdasági gépek által használt repülőteret. Ennek következtében egy kisgép és a leszállópálya is károkat szenvedett. 2011-ben 1885 lakosa volt, akik főként a turizmusból éltek.

## Népesség
| Lakosság változása | Lakosság változása | Lakosság változása | Lakosság változása | Lakosság változása | Lakosság változása | Lakosság változása | Lakosság változása | Lakosság változása | Lakosság változása | Lakosság változása | Lakosság változása | Lakosság változása | Lakosság változása | Lakosság változása | Lakosság változása |
| ------------------ | ------------------ | ------------------ | ------------------ | ------------------ | ------------------ | ------------------ | ------------------ | ------------------ | ------------------ | ------------------ | ------------------ | ------------------ | ------------------ | ------------------ | ------------------ |
| 1857               | 1869               | 1880               | 1890               | 1900               | 1910               | 1921               | 1931               | 1948               | 1953               | 1961               | 1971               | 1981               | 1991               | 2001               | 2011               |
| 2.843              | 3.217              | 3.363              | 3.386              | 3.120              | 2.469              | 2.468              | 1.941              | 1.446              | 1.531              | 1.460              | 1.607              | 1.676              | 1.836              | 1.906              | 1.885              |

## Látnivalók
Maga a város a sziget felőli oldalon húzódik, vele szemben az öböl túlpartján a nyaralónegyed terül el.
A város belseje felé vezető tér valaha árkádos térség volt. A velencei időkben épített árkádokat az osztrák uralom alatt lebontották.
Az árkádos térséget a Pod luza-t átszelve a városka büszkeségéhez, a város egykori patricius családjának, a Hektorović családnak a várkastélyához érünk, mely a 15. században épült. a neve "Tvrdalj", mely kétemeletes, szürke kőépület, vaskos "törökváró" falakkal.

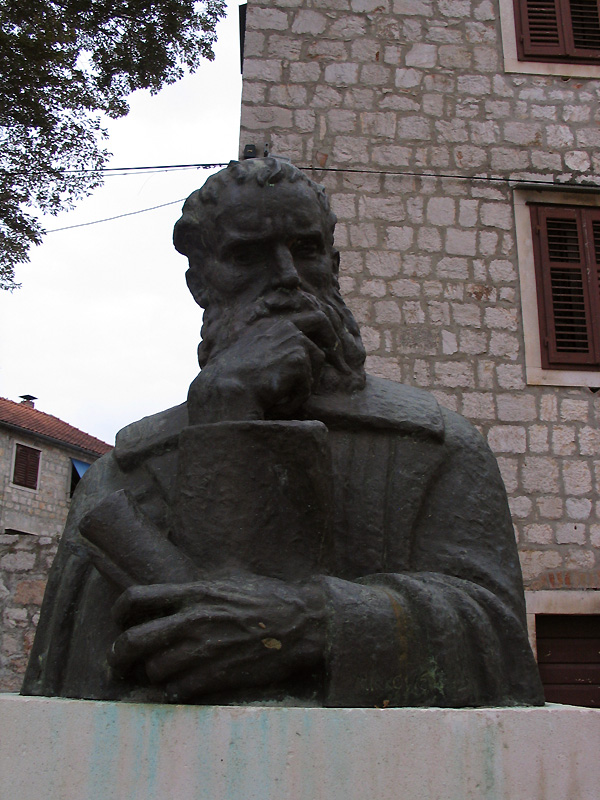
Petar Hektorovic költő mellszobra

A Hektorovićok közül kitűnt az 1487 és 1572 között élt humanista Petar Hektorović, filozófus, költő, aki a kastély építtetője volt, aki - akárcsak a mi Berzsenyink niklai birtokára - visszavonulva, földjének és költészetének élt.
A kastély építtetőjének szellemét a főbejárat feletti márványtábla felirata is jellemzi: "Omnium conditori" (a mindenség teremtőjének).
A kastély előcsarnokából a díszkert hangulatos részéhez, a híres halastóhoz jutunk.
A kastély kertje - amely márványasztalaival, padjaival, megmaradt fáival ma csak halvány képet nyújt régi szépségéről - a Hektorović Múzeum része. Emeletén képtár található, a halastó melletti épületben pedig kis néprajzi gyűjtemény található.
A Tvrdalj bal oldala mellett áll a Hektorovićok reneszánsz-barokk stílusú magánkápolnája a Sv. Rok (Szent Rókus) templom, melynek barokk stílusú főoltárát Szent Rókus, a bal oldali mellékoltárát pedig egy 18. századi Madonna-kép díszíti. A templomnak kazettás famennyezete van, s 18. századi díszes muránói üvegcsillárja is van.
A Rókus templomon túl a Tvrdalj kertje mögött a várszerűen megerősített egykori dominikánus kolostor található, mely a 15. században épült. A kolostort az Adriát végigsarcoló Ulus Ali török kalóz még 1571-ben felégette. Romjait csak az 1800-as évek vége körül építették újjá.
A templomban levő "Krisztus siratása" című kép Leonardo Corona műve, de egyesek Tintoretto-nak tulajdonították. A festményen a művész Arimathiai József képében Petar Hektorović költőt, Magdaléna alakjában pedig ennek leányát Lukréciát festette meg. A kolostor épületében kis helytörténeti múzeum is van.

## További nevezetességek

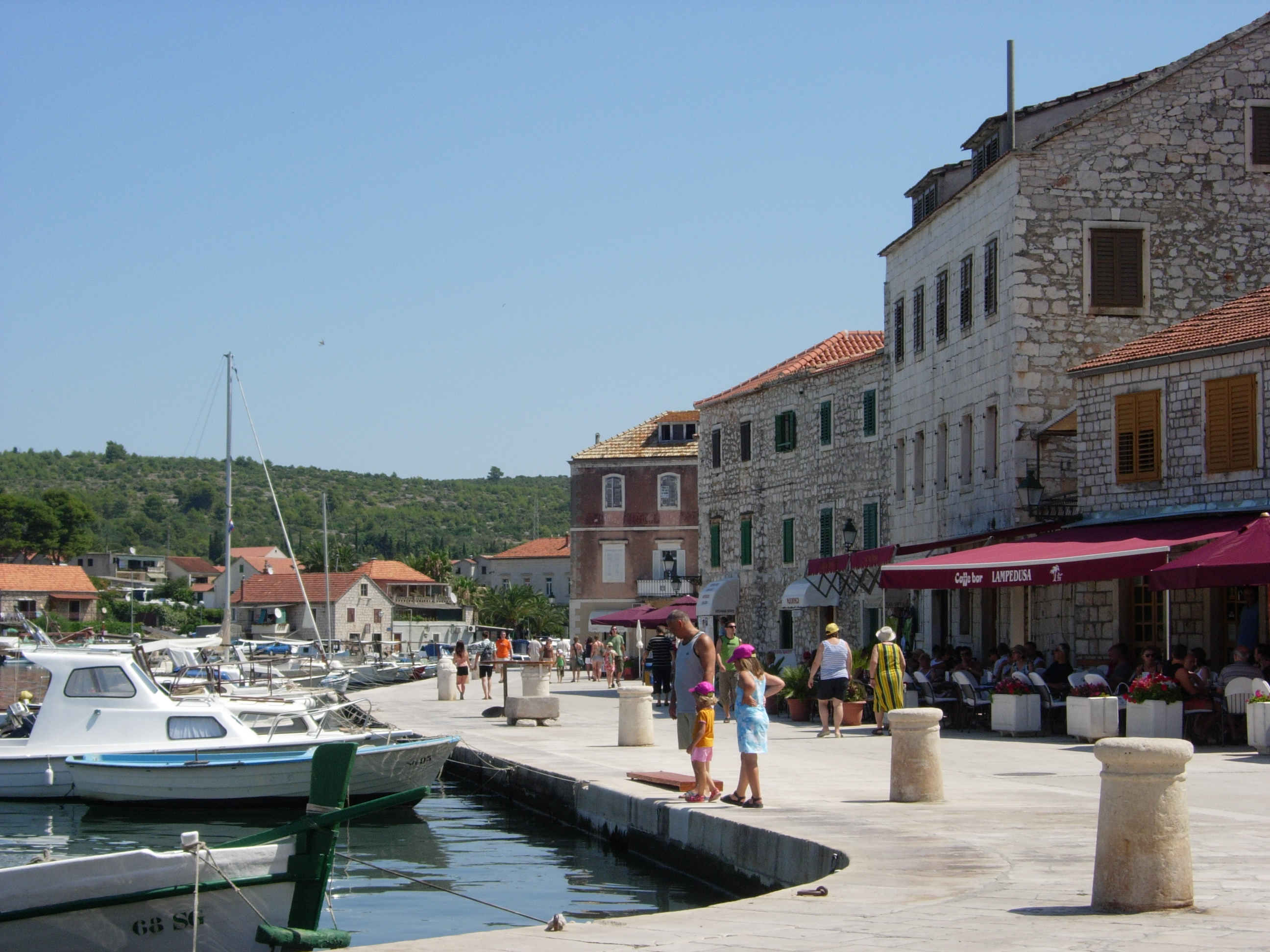
Stari Grad, Kikötő

- A Szent István templom 1605-ben épült. A templomnak három hajója van. A homlokzaton három ajtó található, reneszánsz-barokk díszítéssel, azonos stílusú rozettával. Oromzata félkör alakú, az oldalhajók felett barokk volutákkal. A középső hajó magasabb az oldalhajóknál, melyeket ovális ablakok világítanak meg. Az oldalhajók és a sekrestye ajtókerete barokk. A belső teret négyszögletes pilaszterek választják el egymástól, amelyek sarkaiban reneszánsz díszek találhatók. A boltozat szakaszokra oszlik, mindegyiket egy sekély boltozat borítja. A szentély szögletes. Az 1753-ban épült harangtorony külön található a templom délnyugati oldalán.[8] A torony az egykori görög település köveiből készült. A toronyba beépítve egy vitorlást ábrázoló római dombormű található, mely a legrégibb hajóábrázolások egyike.

- A Szent János-templom elődje 4. század végén épült ókeresztény templom nyolcszögletű keresztelőkápolnával. A 6. század folyamán ehhez két ókeresztény templom épült. A déli templom részben máig megmaradt, helyén lakóház épült és közvetlen kapcsolatban áll a régészeti lelőhelyként bemutatott keresztelőkápolnával. A vértanúkultuszhoz kapcsolódó északi templom (az oltárt a mártírok ereklyéje fölé helyezik) teljes terjedelmében egyhajós boltozatos épületként maradt fenn. A templomokat brači kőből építették, a belső teret pedig freskókkal díszítették. A padozatot pedig a salonai műhelyekben készült mozaikokkal díszítették.[9]

- A Szent Miklós-templom a tengerészek testvériségének központja a város déli részén épült 1500 körül. Az egyhajós, négyzet alakú apszissal rendelkező épület gótikus-reneszánsz stílusban épült. A templom központi részét boltíves dongaboltozattal boltozták, a nyugati részen pedig csúcsosan boltozott templom hajója. A templomnak a nyugati és az északi homlokzaton két reneszánsz portálja van lunettával, az oromzatban pedig egy rozetta található fogazott motívummal, felette két harang számára készített harangdúccal. A templom déli fala mentén lakást építettek, amelyben 1579-ben egy remete lakott. A sekrestye az 1793 és 1798 közötti időszakban épült hozzá.[10]

- Szent Lúcia-templom az óváros történelmi központjának délkeleti szélén a Szent János templomtól délre található. A templom az egykori ferences harmadrendi kolostor egy részének átalakításával jött létre. A templomot a harmadrendi kolostorral együtt Nikola Barbeta pap építtette 1500 körül. A kolostort a törökök 1571-ben felgyújtották. 1873-ban a templomot alaposan felújították, mely által szokatlan, hosszúkás téglalap alakot öltött. Ebből az alkalomból a templom titulusát Szent Vincéről Szent Lúciára változtatták.  Az eredeti templom valószínűleg a mai romos kolostor nyugati részén volt, amelyből csak az északi fala látszik, amely a mai templomtól keletre található. A faragott kőből épült templomon a régi falazat szakaszai ma is észrevehetőek.[11]

- Šime Ljubić (1822-1896), a híres régész, történész, a JAZU alapítójának, valamint a zágrábi Régészeti Múzeum egyik alapítójának nyolcszögletű mauzóleuma a 19. század végén épült a Starogradski-öböl délnyugati részén, a kikötő közelében. A mauzóleum építője az akadémikus barátja, Nikola Račić (1859-1935) volt.[12]

- A településtől 1 km-re keletre fekvő Smričić területén transzformátorállomás alapozása közben római villa rustica maradványaira bukkantak. E falaktól északra, a földmunkák során a helyiek mozaik kockákat találtak. A Vrboskához vezető út építése során további falmaradványokat, kerámia töredékeket, ősi oszlopok részeit és a farosi falakból származó kőtömböket találtak. A legtöbb lelőhely lepusztult, de jelentőségének megállapításához tervszerű régészeti ásatásra lenne szükség.[13]

- Az öböl északnyugati részén, a tenger mellett található a gótikus Szent Jeromos-templom. A félköríves apszissal rendelkező egyhajós épületet kőlapokkal fedett tető borítja. A homlokzatához egy ispotályt építettek, amelyen egy feliratos Szent Jeromos dombormű látható. A déli homlokzaton Szűz Mária és a gyermek sérült domborműve található.[14]

- Az óvárosban található Franetović-ház egy lakóépületből és egy kertes melléképületből áll. A ház első emeletén profilozott tetőablakokkal és áthidalókkal ellátott, nyugati oldalán pedig gótikus ablakok vannak. Az északi oldalon a lakóház mellett található egy földszintes melléképület, amelynek az udvar felé árkádszerűen kiképzett négy félköríves íves nyílása van, míg a többi fal nyílás nélküli. A ház északi oldala előtt teraszos kút található. A kúton az előző tulajdonos Bučić nevével és az 1733-as évszámmal felirat található. A ház a lakó- és parasztházak 17. és 18. század építési stílusát reprezentálja, a kettő ötvözésének jellegzetes példája.[15]

- A Biankini-palotát a 19. század második felében kezdték intenzíven építeni az óváros nyugati részén. A Biankini testvérek neoreneszánsz palotát építettek udvarral és kerttel. A palota kétszintes, négyszög  alaprajzú épület, melynek méretei körülbelül 13,5 x 20 méter. A palotától nyugatra van egy fallal körülvett park található, amelynek mérete 14 x 18 méter. A Biankini-palota az óváros kiemelkedő klasszicista épülete, amely egy hajóscsalád felemelkedését, de a város jólétét is tükrözi a 19. században. A palotában ma a városi múzeum található, amelyet 2007-ben alapítottak.[16]

- A Horvát ház épületét 1893-ban építették a városi önkormányzat épületétől keletre. Az épületet az 1874-ben alapított, kulturális és oktatási társaságként működő horvát olvasókör tagjai építették. Az építés ügye 1887-ben kapott új lendületet, amikor a nemzeti erők megnyerték a helyi választásokat. A trapéz alaprajzú, 12 x 16,5 méteres épület kőből épült. A földszintet faragott kőből épített boltívek sora tagolja, az északi homlokzaton három boltív, keleten öt boltív, a keleti boltívek alatt pedig egy tornác található. Az emeleten az ívek tengelyében kőkeretes ablakok vannak, sekély konzolokkal.[17]

## Gazdaság
A 19. század második felében a városban néhány hajóépítő üzem működött. Működésüknek a gőzhajózás általános elterjedése vetett véget. Egy időben tésztagyár és szélmalom is működött a településen. Egykor a spliti székhelyű Jugoplastika gyárnak is működött üzeme a városban. A helyi borkombinát működése a környék szőlőtermelésére épül.

## Kultúra
- A városi zenekart 1876-ban alapították, erre a zenekar első épületén elhelyezett emléktábla hívja fel a figyelmet.

- A város amatőr színháza a "Petar Hektorović" színjátszó egyesület utódja, mely a helyi kulturális és művészeti egyesület keretében működik.

- A városi könyvtár az 1874-ben alapított stari gradi nemzeti olvasókör utódja. A könyvtár ma a Čitovnica-palotában működik, melyet 1893-ban a "Hrvatski dom" részvénytársaság tagjai emeltek. Erre a palota keleti homlokzatán elhelyezett tábla emlékeztet.

- A város énekkara a "Faroski kantaduri" 1995-ben alakult. Célja elsősorban a szakrális kulturális örökség megőrzése. Elődje az 1969-ben alapított Garmica énekkar, mely fellépésein a szétválás óta inkább a népzenei dallamok örökségét ápolja.

- Hagyományos starigradi desszert a „starogrojski poprenjok” készítésének művészete a mai napig fennmaradt. A sütemény mézből, lisztből, sáfrányból, prosecco-ból és olívaolajból készül, amelynek készítéséhez a hvari Bučić család levéltárában kézírásos, a 18. századból származó receptet őriznek. A sütemények különböző formájúak (lóhere, szív, pillangó, ló), és korábban kézzel készítették őket, míg ma a háziasszonyok leggyakrabban már formákat használnak. Díszítéséhez cukorral és citromlével kevert tojásfehérjét használnak.[18]

## Sport
- A városnak egykor több labdarúgóklubja (mint a "Zrinski", a "Grumen",a "Val", stb.) is volt, de a II. világháború után csak a "HNK Jadran" maradt meg.

- Vízilabda klubja a "Faros", mely 1979-ben érte el legnagyobb sikerét, amikor feljutott a jugoszláv másodosztályba. 2010 óta rendezik meg a "Final four" nevű négyes tornát a négy helyi csapat részvételével.

- A város sporthorgász egyesülete az "ŠRD Šarag", vitorlásklubja pedig a "JK Helios".

- Minden év augusztusának végén rendezik meg a "Faros Maratona" nemzetközi hosszútávúszó versenyt.

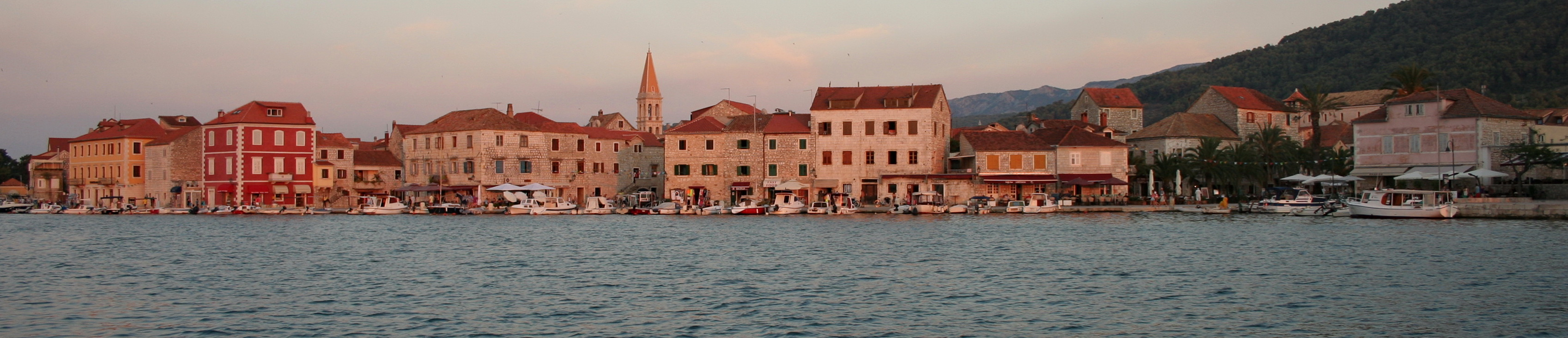
Stari Grad panorámája

## Híres emberek
Itt született, vagy innen elszármazott hírességek:
- Ivan Baković pap, költő, műfordító és teológus
- Josip Bervaldi történész, régész
- Juraj Biankini politikus, újságíró, a horvát nemzeti újjászületés személyisége
- Petar Biankini író
- Josip Berković orvos, politikus, diplomata
- Dominik Budrović domonkos-rendi teológus, tartományfőnök
- Petar Hektorović költő
- Tomislav Kaljatić Maroević linaresi püspök
- Šime Ljubić történész, régész, numizmatikus, a Strossmayer-akadémia alapító tagja
- Ivo Maroević Špuntin művészettörténész, muzeológus
- Juraj Plačić festőművész
- Tomislav Raukar történész
- Tonko Šoljan akadémikus, ichtiológus
- Ambroz Vranyczány üzletember, politikus
- Jordan Zaninović hvari püspök

## Galéria
- A Škor tér barokk épületei
- A Szent István tér
- A Szent István-templom
- Az iskola épülete
- A Hektorović-ház
- A domonkos kolostor
- A Ljubić-mauzóleum látképe
- Halastó a Tvrdaljban
- A Tvrdalj épületegyüttese
- A Szent Rókus templom
- A Starogrojska-öböl látképe
- Öbölparti kép
- Látkép az öböl felől
- A Szent Rókus körmenet
- Kikötői kép

## Fordítás
Ez a szócikk részben vagy egészben  a   Stari Grad című horvát Wikipédia-szócikk ezen változatának fordításán alapul.  Az eredeti cikk szerkesztőit annak laptörténete sorolja fel. Ez a jelzés csupán a megfogalmazás eredetét és a szerzői jogokat jelzi, nem szolgál a cikkben szereplő információk forrásmegjelöléseként.

## Külső hivatkozások
- Stari Grad város hivatalos honlapja (horvátul)
- Stari Grad turisztikai irodájának honlapja (horvátul és angolul)
- A Starogradsko polje régészeti övezet weboldala Archiválva 2021. május 11-i dátummal a Wayback Machine-ben (horvátul és angolul)
- A városi múzeum honlapja (horvátul)